# Cilla Black
Pour les articles homonymes, voir Priscilla White, White et Black.
Cilla Black, née Priscilla White le 27 mai 1943 à Liverpool (Royaume-Uni), et morte le 1er août 2015 à l'âge de 72 ans, dans sa maison d'Estepona en Espagne, est une chanteuse, actrice, animatrice et présentatrice britannique, qui a fait partie de la scène Merseybeat.

## Biographie
Adolescente, elle est préposée au vestiaire du Cavern Club de Liverpool. Les membres des Beatles remarquent son talent de chanteuse et Brian Epstein en fait sa protégée. Bill Harry, l'éditeur du Mersey Beat (en), un journal musical de Liverpool, publie un article sur Priscilla White, mais oublie son nom et la présente erronément Cilla Black. Elle adore le nom et l'adopte aussitôt.
Elle est célèbre au Royaume-Uni pour ses singles Anyone Who Had a Heart (1964), You're My World (1964), et Step Inside Love (1968), cette dernière écrite par Paul McCartney. En mai 2010, une étude publiée par la BBC Radio 2 a affirmé que la version de Cilla Black sur Anyone Who Had a Heart a été le disque le plus vendu au Royaume-Uni par une artiste féminine dans les années 1960. Cilla a eu onze simples classés dans les hit-parades britanniques entre 1964 et 1971, dont deux no 1 ; elle a eu un succès modeste aux États-Unis, culminant au no 26 du Billboard Hot 100.
Elle enregistre nombre de duos télévisés avec des vedettes britanniques, comme Cliff Richard, dont elle restera l'une des plus proches amis tout au long de sa vie[réf. nécessaire]. Son image reste également étroitement associées à celle des Beatles.
Après une copieuse carrière d'enregistrements dans les années 1960 et début des années 1970 et un bref passage en tant que comédienne dans les années 1970, Cilla est devenue la présentatrice la mieux payée de l'histoire de la télévision britannique des années 1980 et 1990.
En 2013, Cilla Black a fêté ses 50 ans dans le show business ; comme prélude à cet anniversaire historique, EMI (la maison de disques qui a lancé sa carrière en 1963) a sorti en avril 2012 Completely Cilla: 1963-1973, un ensemble de 5 CD comprenant 139 enregistrements (tous produits par George Martin) et un DVD bonus de performances rares à la BBC. Le disque de ces plus grands succès, The Very Best of Cilla Black, a été publié le jour suivant ses funérailles et a atteint la première position du palmarès.
Cilla était mariée avec son manager, Bobby Willis (en), depuis plus de trente ans jusqu'à la mort de ce dernier le 23 octobre 1999. Ils ont eu trois fils. 
Le 1er août 2015, dans sa demeure en Espagne, la chanteuse fait une chute et frappe sa tête ce qui cause une hémorragie sous-arachnoïdienne. Elle reste inconsciente au soleil plusieurs heures. Son fils découvre le corps en fin d'après-midi. Elle est inhumée le 20 août 2015, à Liverpool, sa ville natale. Le 16 janvier 2016, ses trois garçons offrent au Cavern Club, pour marquer sa soixantième année d’existence, une statue de leur mère.

## La démo perdue
En 1964, Paul McCartney, des Beatles, enregistre la maquette de la chanson It's for You qu'il a écrite pour Cilla Black. La démo, un disque vinyle 7 pouces avec l'étiquette de Dick James (en) Music Limited, lui est remise dans les coulisses du London Palladium lorsqu'elle y donnait un spectacle. Le 2 juillet, elle enregistre la chanson pour Parlophone, produite par George Martin, avec McCartney au piano et en présence de John Lennon. Cette chanson a passé dix semaines dans les palmarès et a atteint la 7e position, le 12 août 1964. La maquette originale a été offerte au frère de la chanteuse et sera rangée dans sa collection de disques, puis oubliée pour plus de cinquante ans. Son fils, Simon White, héritier de la collection, apporta les 21 démos, qu'il croyait toutes être de sa tante, au gérant du Beatles Shop à Liverpool qui en fit la découverte. Ce disque fut vendu dans une mise aux enchères organisée par cette boutique, adjugée pour £18 000, le 27 août 2016.

## Discographie

### Simples
- 1963
  - Love of the Loved de Lennon/McCartney / Shy of Love
- 1964
  - Anyone Who Had a Heart / Just for You
  - You're My World / Suffer Now I Must
  - It's for You (en) de Lennon/McCartney / He Won't Ask Me
- 1965
  - You've Lost That Lovin' Feelin' / Is It Love?
  - Is it Love? / One Little Voice
  - I've Been Wrong Before / I Don't Want to Know
- 1966
  - Love's Just a Broken Heart / Yesterday de Lennon/McCartney
  - Alfie / Night Time Is Here
  - Don't Answer Me / The Right One Is Left
  - A Fool Am I / For No One de Lennon/McCartney
- 1967
  - What Good Am I? / Over My Head
  - I Only Live to Love You / From Now On
- 1968
  - Step Inside Love de Lennon/McCartney / I Couldn't Take My Eyes Off You
  - Where Is Tomorrow / Work Is a Four Letter Word
- 1969
  - Only Forever Will Do/Follow Me
  - Surround Yourself with Sorrow / London Bridge
  - Conversations / Liverpool Lullaby
  - If I Thought You'd Ever Change Your Mind / It Feels So Good
- 1970
  - Child of Mine / Why I Love You
- 1971
  - Something Tells Me (Something's Gonna Happen Tonight) / La La La Lu
- 1972
  - The World I Wish for You / Down in the City
  - You, You, You / Silly, Wasn't I?
- 1974
  - Baby We Can't Go Wrong / Someone
  - I'll Have to Say I Love You in a Song / Never Run Out (Of You)
  - He Was a Writer / Anything You Might Say
- 1975
  - Alfie Darling / Little Bit of Understanding
  - I'll Take a Tango / To Know Him Is to Love Him
- 1976
  - Little Things Mean a Lot /It's Now!
  - Easy in Your Company / I Believe (When I Fall in Love, It Will be Forever)
- 1977
  - I Wanted to Call It Off / Keep Your Mind on Love
- 1978
  - Silly Boy / I Couldn't Make My Mind Up
  - The Other Woman / Opening Night
- 1985
  - There's a Need in Me / You've Lost That Lovin' Feeling (Re-Recording)
  - Surprise, Surprise / Put Your Love Where Your Heart Is
- 1993
  - Through the Years / Through the Years (Orchestral Version)
  - Heart and Soul (avec Dusty Springfield) / Heart and Soul (Accapella) (avec Dusty Springfield)
  - You'll Never Walk Alone (avec Barry Manilow) / Through the Years
- 2003
  - Step Inside Love [Re-Recording]
- 2009
  - Something Tells Me (2009 Remix) (en téléchargement)
  - Step Inside Love: Tommy Sandhu Remixes (en téléchargement).

## Albums
- Cilla (1965)
- Cilla Sings a Rainbow (1966)
- Sher-oo! (1968)
- Surround Yourself with Cilla (1969)
- Sweet Inspiration (1970)
- Images (1971)
- Day by Day with Cilla (1973)
- In My Life (1974)
- It Makes Me Feel Good (1976)
- Modern Priscilla (1978)
- Especially for You (1980)
- Surprisingly Cilla (1985)
- Cilla's World (1990)
- Through the Years (1993)
- Beginnings: Greatest Hits & New Songs (2003)
- Beginnings: Revisited (2009)
- Cilla All Mixed Up (2009) 
  - et de nombreuses autres compilations.

## Récompenses
- British Academy Television Awards 2014 : Special Award